# Chaetosciara gilva
Chaetosciara gilva är en tvåvingeart som beskrevs av Mohrig, Roeschmann och Björn Rulik 2004. Chaetosciara gilva ingår i släktet Chaetosciara och familjen sorgmyggor.
Artens utbredningsområde är Dominikanska republiken. Inga underarter finns listade i Catalogue of Life.